# Великі Луки (Україна)
Вели́кі Луки́ —  село в Україні, у Лебединській міській громаді Сумського району Сумської області. Населення становить 20 осіб. До 2020 орган місцевого самоврядування — Катеринівська сільська рада.

## Географія
Село Великі Луки лежить біля витоків річки Вільшанка, вище за течією на відстані 2 км лежить село Верхнє (знято з обліку в 2007 році), нижче за течією примикає село Саєве.

## Історія
12 червня 2020 року, відповідно до Розпорядження Кабінету Міністрів України № 723-р «Про визначення адміністративних центрів та затвердження територій територіальних громад Сумської області», увійшло до складу Лебединської міської територіальної громади.
19 липня 2020 року, після ліквідації Лебединського району, село увійшло до Сумського району.